# زمین‌شناسی ایران

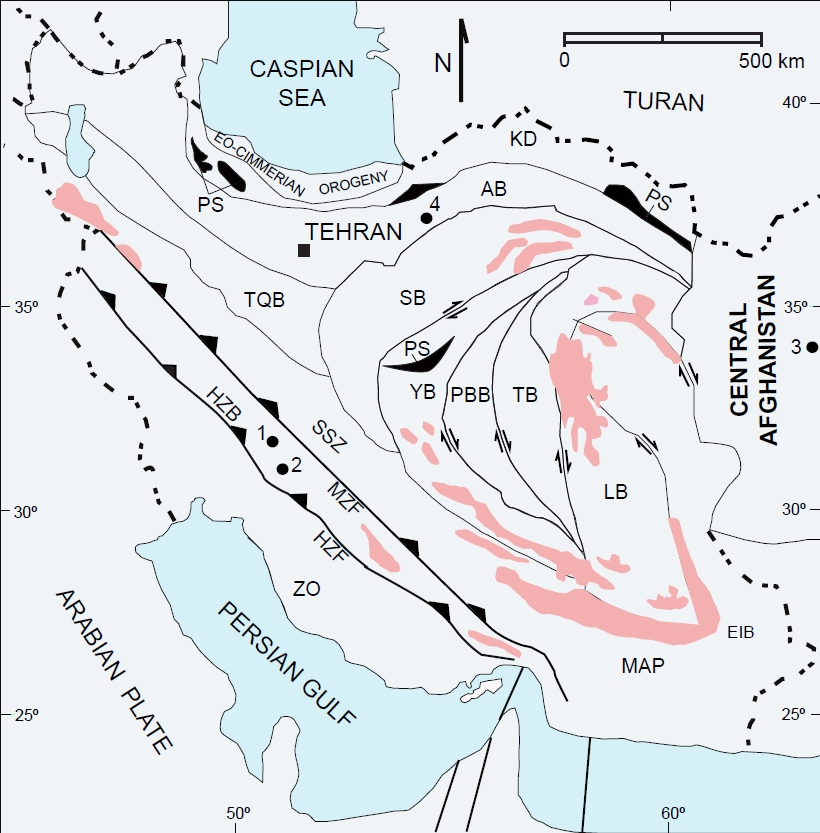
پدیده‌های زمین‌شناسی ساختاری ایران • LB - بلوک لوت • TB - بلوک طبس • PBB - بلوک پشت بادام • YB - بلوک یزد • SSZ - پهنه سنندج-سیرجان • HZF - گسل زاگرس بلند • SB - بلوک سبزوار • EIB بلوک شرق ایران • AB - کمربند البرز • MAP - منشور برافزایشی مکران • MZF - گسل اصلی زاگرس • TQB - بلوک تبریز-قم • ZO - کمربند کوه‌زایی زاگرس • KD - کپه‌داغ • PS - زمین‌درز تتیس کهن • HZB - زاگرس بلند

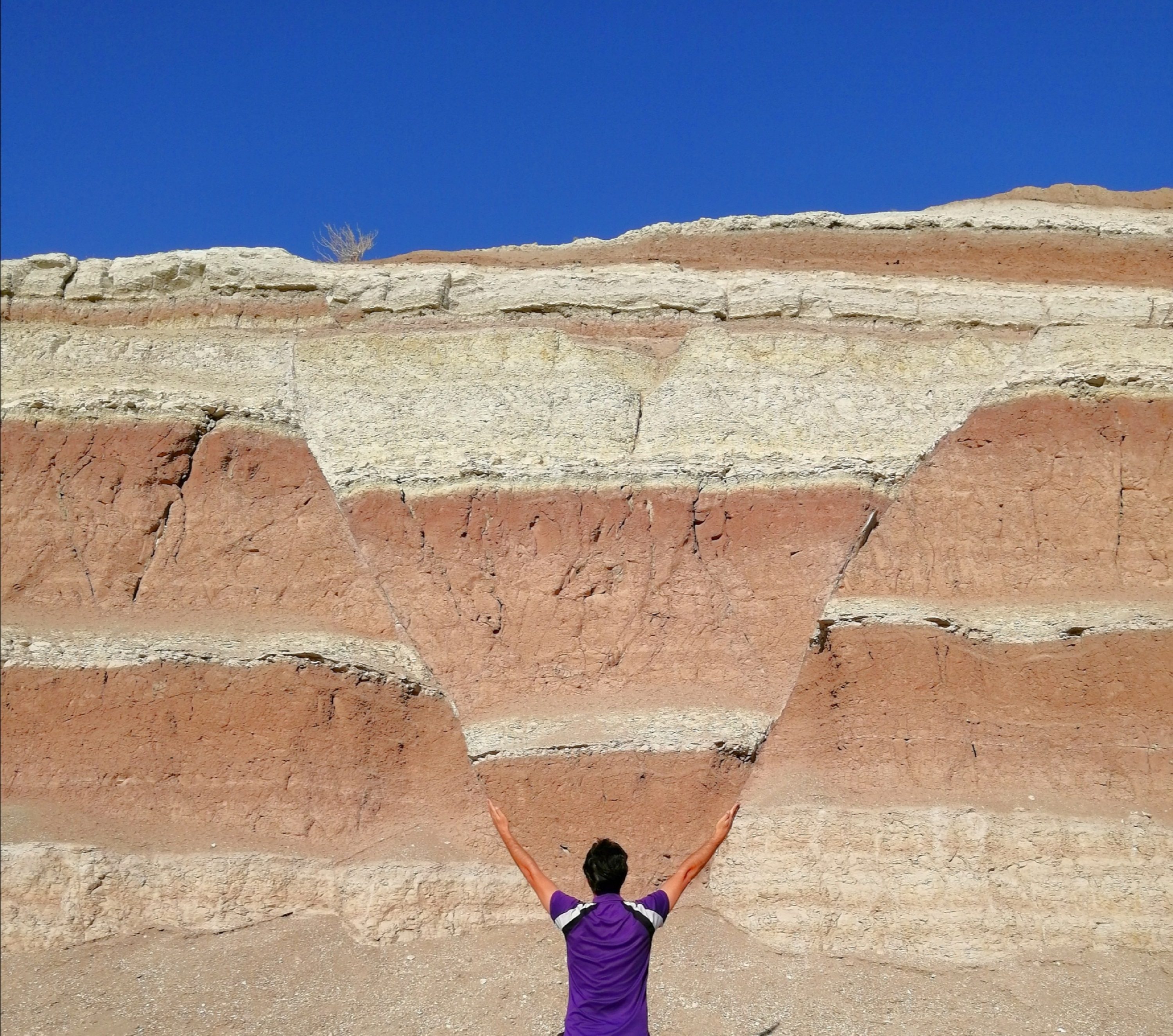
[https://eage.eventsair.com/photocontest/2022-finalists

زمین‌شناسی ایران به مطالعهٔ واحدهای زمین‌شناختی و ساختمانی، چینه‌شناسی، ماگماتیسم و سنگ‌های آذرین، سری‌های افیولیتی و سنگ‌های فرامافیک و رویدادهای کوه‌زایی در ایران می‌پردازد.

## جایگاه زمین‌شناختیایران
در زمین‌شناسی ایران، این باور وجود دارد که سرزمین ایران در بخش میانی کوه زایی آلپ – هیمالیا است که از باختر اروپا آغاز و پس از گذر از ترکیه، ایران، افغانستان تا تبت و شاید تا نزدیکی‌های برمه و اندونزی ادامه دارد.
جایگاه زمین‌شناختی ویژهٔ این کوه‌ها در فصل مشترک دو قارهٔ اوراسیا و گندوانا سبب شده تا دربارهٔ چگونگی پیدایش این نوار چین خورده دو نظریهٔ بزرگ ناودیس تتیس و زمین‌ساخت ورقی مورد بحث قرار گیرد.
- نظریهٔ بزرگ ناودیس تتیس: بر اساس این نظریه، جایگاه کنونی کوه‌های آلپ – هیمالیای بزرگ ناودیسی وجود داشته است که از اشتقاق ابرقاره پانگه‌آ شکل گرفته و زادگاه نوار چین خوردهٔ آلپ – هیمالیا است. دربارهٔ بخش ایرانی این ناودیس بزرگ، فرض بر آن است که البرز، به دلیل داشتن سنگ‌های آتشفشانی فراوان، نوعی زمین‌ناودیس آتشفشانی و زاگرس به دلیل نداشتن سنگ‌های آتشفشانی نوعی زمین‌ناودیس ناآتشفشانی داشته که به وسیلهٔ تودهٔ مقاوم ایران مرکزی از یکدیگر جدا شده‌اند. با آغاز پژوهش‌های زمین‌شناختی گستردهٔ این گمان بوجود می‌آید که نظریهٔ بزرگ ناودیس تتیس با ویژگی‌های زمین‌شناختی ایران همخوانی و هماهنگی ندارد.
- نظریهٔ زمین‌ساخت ورقه‌ای: وجود برخی پوسته‌های اقیانوسی سبب شده است تا گروهی از زمین‌شناسان، جایگاه زمین‌شناسی ایران را در چارچوب زمین‌ساخت ورقی مورد تجزیه و تحلیل قرار دهند. به باور این زمین‌شناسان، در محل کنونی راندگی اصلی زاگرس اقیانوسی گسترده‌ای به نام اقیانوس تتیس وجود داشته که دو قارهٔ آفریقا – عربستان (گندوانا) و اروپا – آسیا (اوراسیا) را از یکدیگر جدا کرده است. بر پایهٔ این دیدگاه، کوه‌های البرز و ایران مرکزی، بخشی از قارهٔ اوراسیا و زاگرس، لبهٔ شمالی سپر آفریقا – عربستان هستند. سه دلیل عمدهٔ این دیدگاه عبارت است از:
  - تفاوت رخساره‌های سنگی و زمین‌ساختی رسوبات دوران دوم و سوم زاگرس با سایر نواحی ایران.
  - وجود سنگ‌های افیولیتی در امتداد راندگی اصلی زاگرس.
  - وجود نوار آتشفشانی ارومیه – بزمان

یافته‌های نوین زمین‌ساختی ایران نشان می‌دهند که نظریهٔ زمین‌ساخت ورقی بیانگر جایگاه واقعی زمین‌ساختی ایران نیست و الگوی توصیف شده به ویژه متعلق به ایران مرکزی و البرز به قارهٔ اوراسیا با پاره‌ای از واقعیت‌های ملموس در ناهماهنگی است.

## ایران در دوره‌های زمین‌شناسی
در نخستین دوره از دوره‌های زمین‌شناسی یعنی چند میلیون سال پیش همه خاک ایران زیر آب جای گرفته بود. کم‌کم بخش‌هایی از شمال و جنوب ایران از خاک بیرون آمد. در دوره دوم زمین‌شناسی بخش شرقی ایران بیش از پیش زیر آب فرومی‌رود. در دورهٔ سوم جنوب ایران از زیر آب بیرون آمد. در آغاز دوران چهارم یخچال‌های طبیعی بلندی‌های البرز را دربر گرفت. در نتیجه حرکت این یخچال‌ها و توده‌های بزرگ آبرفتها و رسوبات بسیاری پدید آمد.

### نهان‌زیستی
مختصری از شرایط جغرافیای ایران دوران نهان‌زیستی (پرکامبرین) (دوران پیش از دوران‌های شناخته شده زمین‌شناسی) قبل از ۶۰۰ میلیون سال پیش: در ایران، سنگ‌های متعلق به پرکامبرین در نواحی شمال، مشرق و مرکز ایران یافت می‌شوند که قسمت زیرین این رسوبات از دسته سنگ‌های دگرگون شده است و سن این رسوبات بیشتر از ۶۰۰ میلیون سال است.

### دیرینه‌زیستی
دوران دیرینه‌زیستی (پالئوزوئیک) یا دوران اول، از حدود ۶۰۰ تا ۲۳۰ میلیون سال پیش: در دوره کامبرین به تدریج دریاهائی، مرکز و شمال ایران را پوشانید. در دوره سیلورین این دریاها محدود تر گشته و زمین‌های تازه‌ای از آب بیرون آمدند. در دوره دوونین بار دیگر شمال و مرکز ایران را آب فرا گرفت. در ابتدای دوره کربونیفر دریاها عمیق‌تر شدند و در آن‌ها رسوبات آهکی زیادی بر جای ماند. در دوره پرمین مجدداً پیشروی دریاها آغاز شد و آب دریاها سراسر فلات ایران را پوشانید. نواحی جنوب و جنوب غربی ایران برای اولین بار در شرایط جدیدی قرار گرفت و قسمتی از دریای تتیس تقریبآ تا اواخر دوران سوم در این نواحی با آرامش نسبی باقی ماند.

### میانه‌زیستی
دوران میانه‌زیستی (مزوزوئیک) یا دوران دوم، از حدود ۲۳۰ تا ۷۰ میلیون سال پیش: در دورهً تریاس، نیز آب، فلات ایران را دربر گرفته بود و رسوباتی شبیه به رسوبات اواخر دوران اول، شامل آهک و دولومیت به جای گذاشت. در مرکز و شمال ایران شرایط رسوبگذاری مانند دوران اول محفوظ ماند و در اواخر این دوره جنبش‌های خشکی‌زایی، گاهی قسمت‌هائی از آن نواحی را بالا و پائین برد. در دورهً ژوراسیک، رسوبگذاری مانند دورهً تریاس در مرکز و شمال ایران ادامه یافت و امروزه همه جای آن کمابیش دارای لایه‌های زغال سنگی است. بعد از دورهً ژوراسیک دوباره بر عمق دریاها افزوده شد و از این زمان رسوبات آهکی بر جای مانده است. حرکات شدید در ایران مرکزی، چین‌خوردگی‌هایی را پدیدمی‌آورد و بیشتر زمین‌ها در شرق و مرکز ایران از آب خارج می‌شود و در اثر فرسایش، قسمت زیادی از آن از بین می‌رود. دریاهای دورهً کرتاسه دوباره سطح ناهموار این خشکی‌ها را پوشانید و در اواخر همین دوره بر اثر جنبش‌های شدید، چین خوردگی‌های تازه‌ای به وجود آمدند، اما در البرز آرامش نسبی برقرار ماند.

### نوزیستی
دوران نوزیستی (سنوزوئیک)، که شامل دوران سوم و دوران چهارم به شرح زیر می‌باشد: دوران سوم (ترشیاری)، از حدود ۷۰ تا یک میلیون سال پیش: در آغاز این دوران، رسوبات دریائی تتیس در محل زاگرس به‌طور هم شیب روی رسوبات کرتاسه قرار دارند. رسوبات آهکی اواخر این دوره بنام آهک‌های آسماری محتوی ذخائر نفتی جنوب ایران است. در این دوره در ایران مرکزی دریای کم عمقی وجود داشت که رسوبات آن ماسه سنگ‌های پایه این دوره را به وجود آورد و همچنین فعالیت آتشفشانی شدیدی در بیشتر این نواحی رخ داد. در اواخر دوران سوم در محل زاگرس رسوبگذاری شد و عمر حوضه‌های رسوبی یکپارچهً گذشته پایان یافت، هم‌زمان با پیدایش زاگرس، بر اثر حرکات خشکیزائی و کوهزائی قسمت زیادی از خشکی‌ها برای همیشه از آب خارج شدند.

### کواترنری
دوران چهارم (کواترنری)، از حدود یک میلیون سال پیش تا عصر حاضر: یخچال‌های کواترناری در ایران گسترش نداشته‌اند، اما آثار سنگ‌های یخچالی در بعضی نقاط از جمله علم کوه دیده شده است. در این دوران بیشتر نواحی ایران از آب خارج شد. از دریاهای گذشته، حوضه‌های بسته و دریاچه هائی باقی مانده که قسمت زیادی از آن‌ها بر اثر شدت تبخیر و کمی بارندگی خشک شده‌اند. فعالیت آتشفشان‌ها در آغاز دوران چهارم بیش از اواخر دوران سوم شدت یافت و کوه‌های دماوند، سبلان، سهند و تفتان مهم‌ترین کوه‌های آتشفشانی این دوره هستند، که دماوند و تفتان در حال حاضر آخرین مراحل فعالیت خود را به صورت گوگردزدائی ادمه می‌دهند. عامل اصلی تغییر چهرهً زمین در دوران چهارم، فرسایش است. در ایران، آب مهم‌ترین عامل فرسایش کوه‌ها، و در بیابانها، باد عامل فرسایش بوده است.

## پهنه‌های زمین‌شناسی ایران
یووان اشتوکلین زمین‌شناس سوئیسی و از پیشگامان مطالعات نوین زمین‌شناسی در ایران، برای نخستین بار ایران را از نظر ساختارهای زمین‌شناسی به چند بخش جداگانه تقسیم‌بندی کرد که مبنایی برای کار پژوهشگران بعدی شد. پس از وی، با افزایش آگاهی از ویژگی‌های زمین‌شناسی ایران، تقسیم‌بندی‌های جامع‌تری ارائه شد.
| پهنه زمین‌شناختی              | سنگ‌شناسی                     | ویژگی‌ها                                                 |
| ---------------------------- | ---------------------------- | ------------------------------------------------------- |
| زاگرس                        | سنگ‌های رسوبی                 | تاقدیس‌ها و ناودیس‌های متوالی، ذخایر نفت و گاز            |
| سنندج - سیرجان               | سنگ‌های دگرگونی               | انواع سنگ‌های دگرگونی، معادنی مانند سرب و روی، طلا و آهن |
| ایران مرکزی                  | سنگ‌های رسوبی، آذرین، دگرگونی | سنگ‌های پرکامبرین تا سنوزوئیک، معادنی مانند سنگ‌آهن و روی |
| البرز                        | سنگ‌های رسوبی                 | دارای دو بخش شرقی و غربی، رگه‌های زغال‌سنگ                |
| شرق و جنوب‌شرق ایران          | سنگ‌های آذرین و رسوبی         | دشت‌های پهناور و خشک، معادنی مانند منیزیت، مس و طلا      |
| کپه‌داغ                       | سنگ‌های رسوبی                 | توالی رسوبی منظم، ذخایر عظیم گاز                        |
| سهند - بزمان (ارومیه - دختر) | سنگ‌های آذرین                 | فرورانش تتیس نوین به زیر ایران مرکزی                    |

## تقسیم‌بندی نواحی مختلف ایران از نظر زمین‌شناسی
زمین‌های کشور ایران که قسمتی از نجد ایران است از لحاظ زمین‌شناسی به‌طور کلی به ترتیب زیر است:
در قسمت مرکز و مشرق و جنوب شرقی زمین‌های کویری که بیشتر از ماسه و شن و گاهی تشکیلات کولابی و دریاچه‌ای دارد و بیشتر از بقایای دریاچه‌ای عهد سوم است.
جنوب ایران بیشتر تشکیلات دوران سوم را دارد و تشکیلات نفتی بیشتر در همین قسمت‌ها است.
در شمال شرقی ایران (اطراف مشهد) غالباً تشکیلات دوران دوم به انضمام تشکیلات آتشفشانی و نیز قسمتی از تشکیلات دوران سوم دیده می‌شود.
شمال ایران در قسمت‌های سواحل دریای خزر بیشتر تشکیلات دوران سوم و در قسمت‌های جنوبی‌تر (رشته‌کوه البرز) تشکیلات دوران دوم و اول به انضمام تشکیلات آتشفشانی مشاهده می‌گردد.
در آذربایجان شمالی غالباً زمین‌های دوران دوم و ابتدای دوران سوم و تشکیلات آتشفشانی وجود دارد.
در آذربایجان شرقی اکثر تشکیلات دوران اول و تشکیلات آتشفشانی است. در آذربایجان غربی و سواحل دریاچه ارومیه تشکیلات دوران اول و ابتدای دوران سوم و تشکیلات آتشفشانی محسوس است.
در مغرب ایران (کرمانشاه و کردستان) بیشتر تشکیلات مربوط به ابتدای دوران سوم و اواخر دوران دوم است.
در جنوب شرقی ایران (بلوچستان) بیشتر تشکیلات دوران سوم دیده می‌شود.
کشور ایران دارای پنج زون زمین‌ساختی اصلی است. زون‌های اصلی عبارتند از: زاگرس،البرز،ایران مرکزی،کپه‌داغ و مکران. که هر کدام از این زون‌ها شامل زون‌های ساختاری کوچکتری در داخل خود می‌باشند.

## نوشتارهای وابسته
- گسل‌های ایران
- کمربند چین‌خورده و رانده زاگرس
- سازمان زمین‌شناسی و اکتشافات معدنی کشور